# Pasarkemis
Pasarkemis är en ort i Indonesien.   Den ligger i provinsen Jawa Barat, i den västra delen av landet, 40 km väster om huvudstaden Jakarta. Pasarkemis ligger 20 meter över havet och antalet invånare är 154 234.
Terrängen runt Pasarkemis är mycket platt, och sluttar norrut. Runt Pasarkemis är det mycket tätbefolkat, med 2 431 invånare per kvadratkilometer. Närmaste större samhälle är Tangerang, 11,0 km öster om Pasarkemis. Trakten runt Pasarkemis består till största delen av jordbruksmark.